# Évin-Malmaison
Évin-Malmaison est une commune française située dans le département du Pas-de-Calais en région Hauts-de-France. Ses habitants sont appelés les Évinois. La commune est membre de la communauté d'agglomération Hénin-Carvin.
La Compagnie des mines de Dourges y a exploité sa fosse no 8 - 8 bis. Depuis 2012, la valeur universelle et historique du bassin minier du Nord-Pas-de-Calais est reconnue et inscrite sur la liste du patrimoine mondial de l’UNESCO, parmi les 353 sites du bassin minier, un site inscrit se trouve sur le territoire communal. 

## Géographie

### Localisation
Localisée dans le sud-est du département du Pas-de-Calais et limitrophe du département du Nord, Évin-Malmaison est une commune située, à vol d'oiseau, à 8 km au nord-ouest de la commune de Douai et à 14 km à l'est de la commune de Lens (chef-lieu d'arrondissement).
Le territoire de la commune est limitrophe de ceux de cinq communes dont une, Ostricourt, située dans le département du Nord.
Les communes limitrophes sont  Courcelles-lès-Lens, Dourges, Leforest, Noyelles-Godault et Ostricourt.

### Géologie et relief
La superficie de la commune est de 4,57 km2 ; son altitude varie de 21  à   31 m.

### Hydrographie
Le territoire de la commune est situé dans le bassin Artois-Picardie.
La commune est traversée, au sud, par le canal navigable de la Deûle, d'une longueur de 58,75 km, qui prend sa source dans la commune de Douai et se jette dans la Lys au niveau de la commune de Deûlémont.
Quatre autres petits canaux, ou chenaux, drainent le territoire de la commune :
- le Filet Maurant Amont, petit canal, chenal de 5,22 km, qui prend sa source dans la commune d'Ostricourt et se jette dans le Deûle au niveau de la commune d'Auby[5] ;
- le Cité Cornuault, petit canal, chenal de 3,57 km, qui prend sa source dans la commune de Moncheaux et se jette dans le Filet Maurant Amont au niveau de la commune[6] ;
- le Falemprise, petit canal, chenal de 1,07 km, qui prend sa source dans la commune et se jette dans le Filet Maurant Amont au niveau de la commune[7] ;
- le marais du forest, petit canal, chenal de 1,81 km, qui prend sa source dans la commune et se jette dans le Filet Maurant Amont au niveau de la commune[8]. Il a pour affluent un petit canal, chenal de 1,70 km qui prend sa source et se jette dans la commune[9].

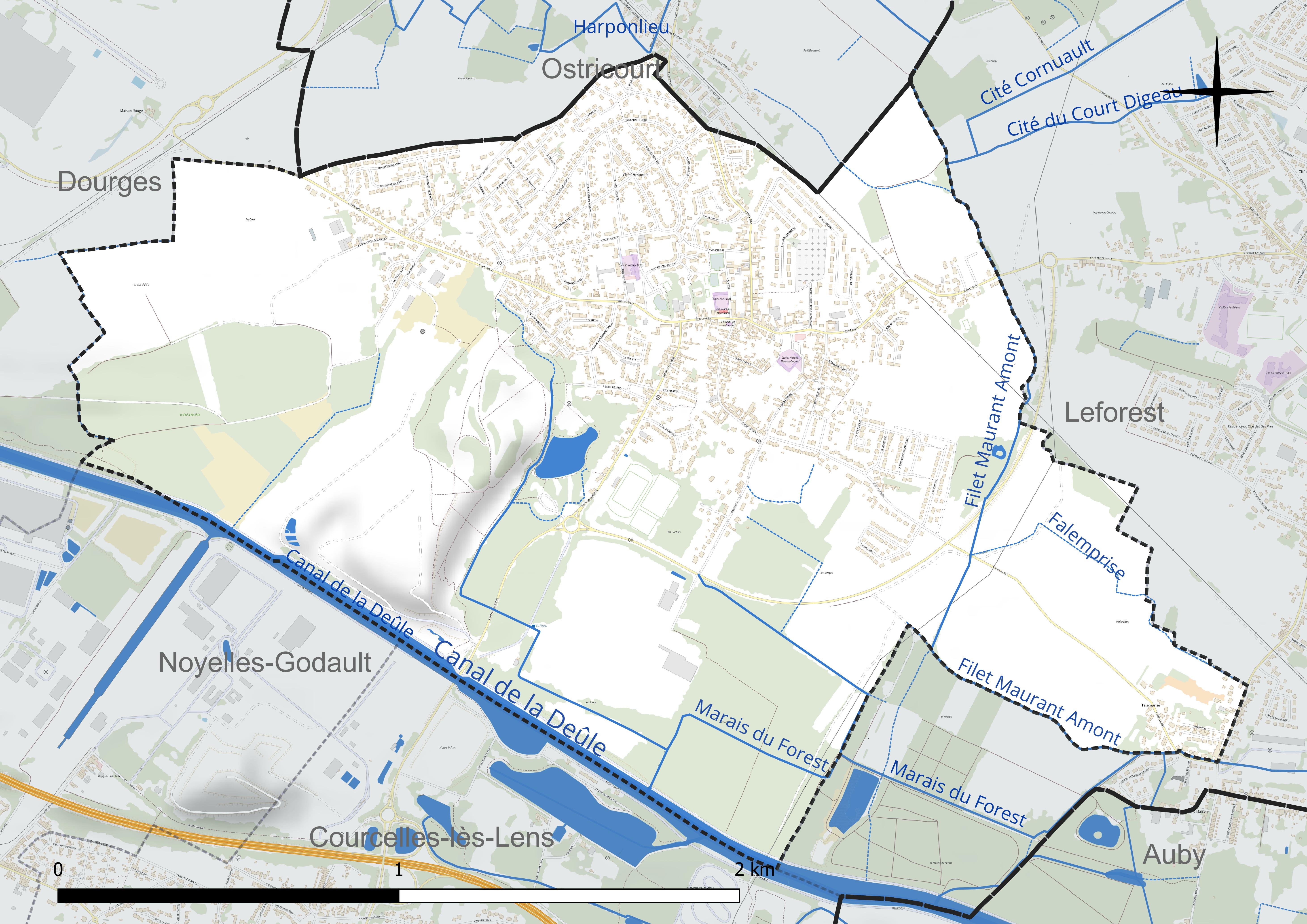
Réseau hydrographique d'Évin-Malmaison.

### Climat
Pour des articles plus généraux, voir Climat des Hauts-de-France et Climat du Pas-de-Calais.
En 2010, le climat de la commune est de type climat océanique dégradé des plaines du Centre et du Nord, selon une étude du CNRS s'appuyant sur une série de données couvrant la période 1971-2000. En 2020, Météo-France publie une typologie des climats de la France métropolitaine dans laquelle la commune est exposée à un climat océanique et est dans la région climatique Nord-est du bassin Parisien, caractérisée par un ensoleillement médiocre, une pluviométrie moyenne régulièrement répartie au cours de l’année et un hiver froid (3 °C).
Pour la période 1971-2000, la température annuelle moyenne est de 10,6 °C, avec une amplitude thermique annuelle de 14,6 °C. Le cumul annuel moyen de précipitations est de 677 mm, avec 11,7 jours de précipitations en janvier et 9,1 jours en juillet. Pour la période 1991-2020, la température moyenne annuelle observée sur la station météorologique la plus proche, située sur la commune de Douai à 8 km à vol d'oiseau, est de 11,0 °C et le cumul annuel moyen de précipitations est de 729,2 mm,. Pour l'avenir, les paramètres climatiques de la commune estimés pour 2050 selon différents scénarios d'émission de gaz à effet de serre sont consultables sur un site dédié publié par Météo-France en novembre 2022.

### Milieux naturels et biodiversité

#### Zone naturelle d'intérêt écologique, faunistique et floristique
L’inventaire des zones naturelles d'intérêt écologique, faunistique et floristique (ZNIEFF) a pour objectif de réaliser une couverture des zones les plus intéressantes sur le plan écologique, essentiellement dans la perspective d’améliorer la connaissance du patrimoine naturel national et de fournir aux différents décideurs un outil d’aide à la prise en compte de l’environnement dans l’aménagement du territoire.
Le territoire communal comprend une ZNIEFF de type 1 : les terrils 109 et 113 d’Evin-Malmaison.

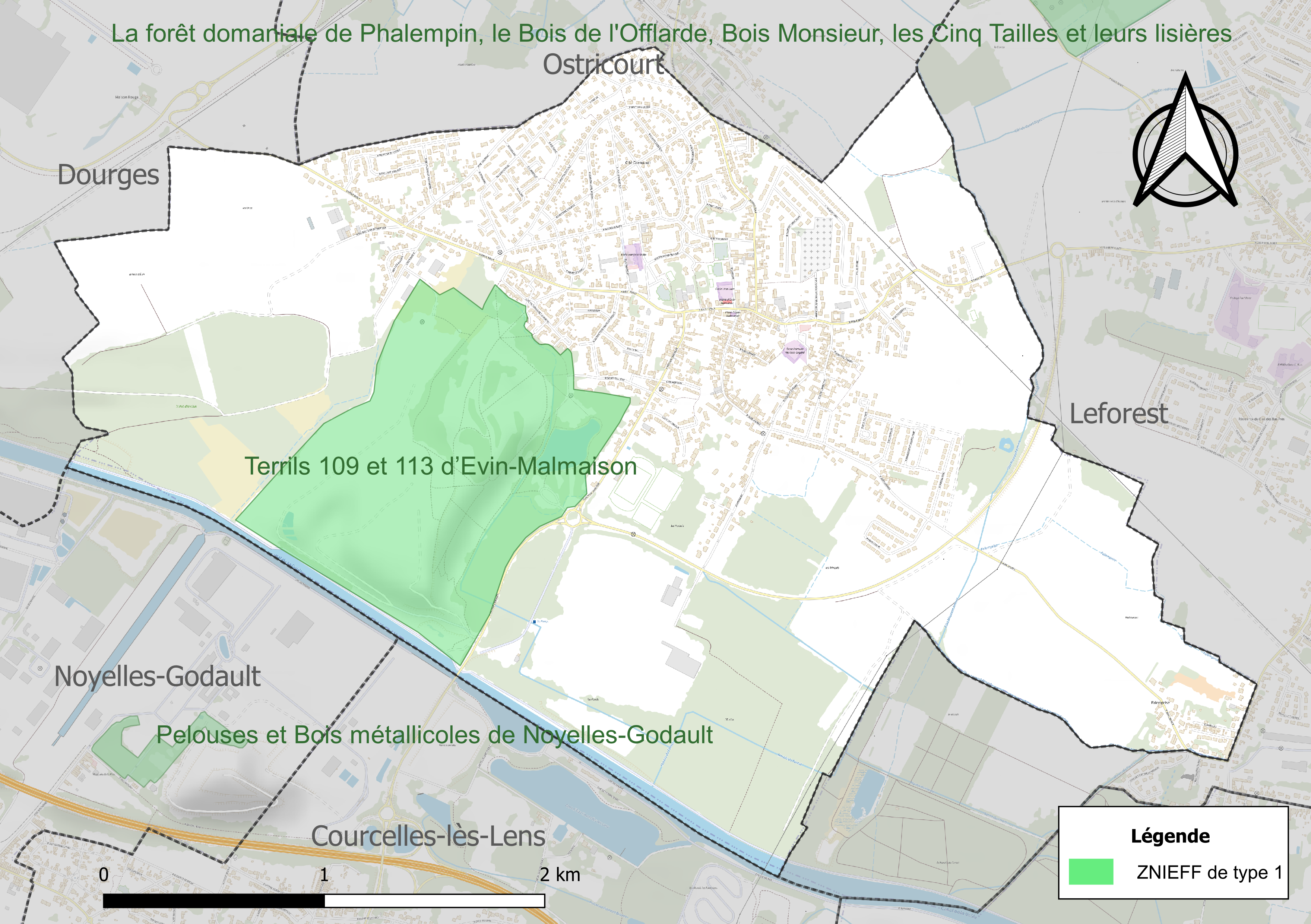
Carte de la ZNIEFF sur la commune.

## Urbanisme

### Typologie
Au 1er janvier 2024, Évin-Malmaison est catégorisée ceinture urbaine, selon la nouvelle grille communale de densité à sept niveaux définie par l'Insee en 2022.
Elle appartient à l'unité urbaine de Douai-Lens, une agglomération inter-départementale regroupant 67  communes, dont elle est une commune de la banlieue,,. Par ailleurs la commune fait partie de l'aire d'attraction de Lille (partie française), dont elle est une commune de la couronne,. Cette aire, qui regroupe 201 communes, est catégorisée dans les aires de 700 000 habitants ou plus (hors Paris),.

### Occupation des sols
L'occupation des sols de la commune, telle qu'elle ressort de la base de données européenne d’occupation biophysique des sols Corine Land Cover (CLC), est marquée par l'importance des territoires agricoles (48,6 % en 2018), en diminution par rapport à 1990 (53,1 %). La répartition détaillée en 2018 est la suivante : 
terres arables (35,5 %), zones urbanisées (35,2 %), zones agricoles hétérogènes (13 %), mines, décharges et chantiers (10,4 %), forêts (5,5 %), zones industrielles ou commerciales et réseaux de communication (0,4 %). L'évolution de l’occupation des sols de la commune et de ses infrastructures peut être observée sur les différentes représentations cartographiques du territoire : la carte de Cassini (XVIIIe siècle), la carte d'état-major (1820-1866) et les cartes ou photos aériennes de l'IGN pour la période actuelle (1950 à aujourd'hui).

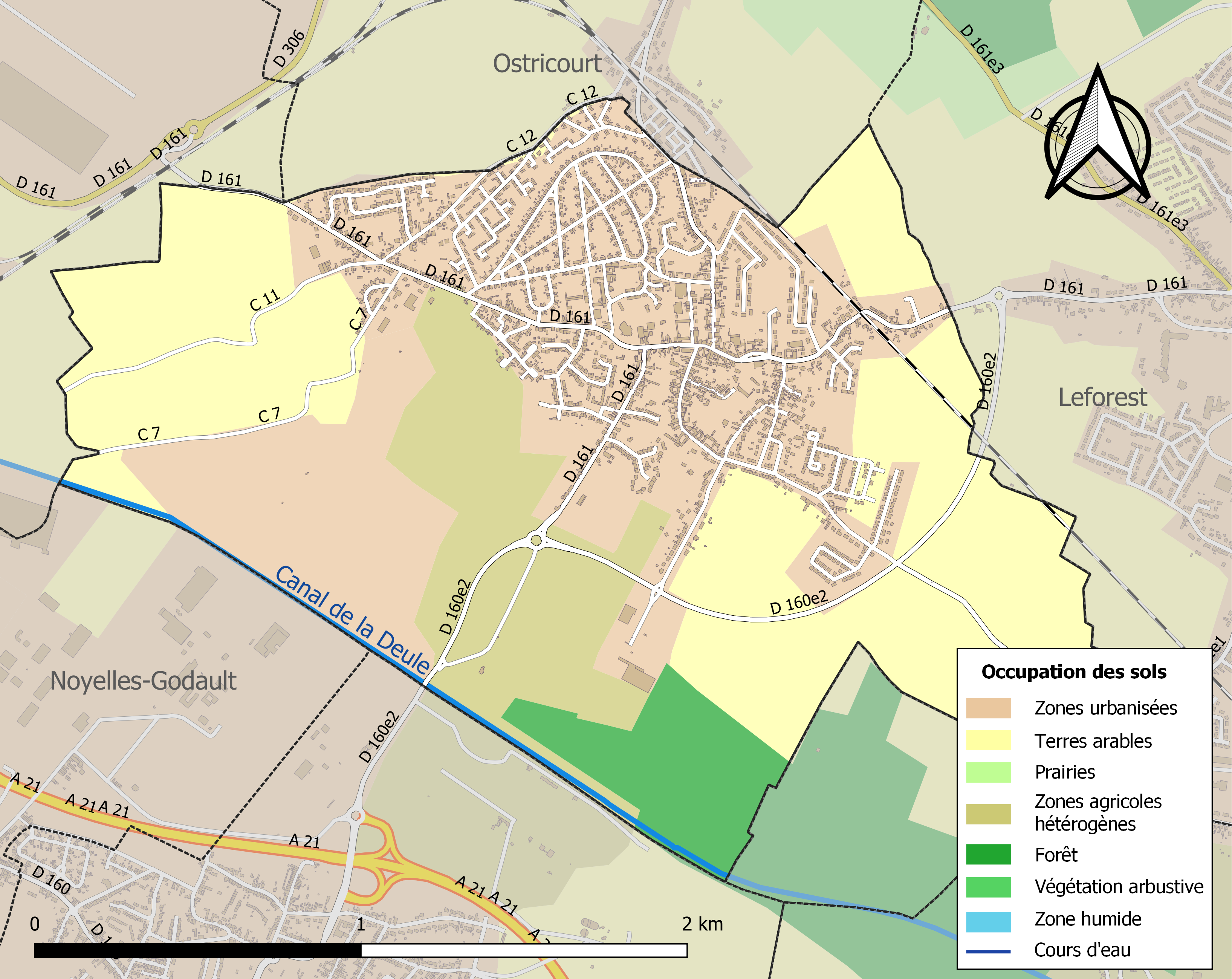
Carte des infrastructures et de l'occupation des sols de la commune en 2018 (CLC).

### Voies de communication et transports

#### Voies de communication
La commune est desservie par les routes départementales D 161 et la D 160 E2 et est située à 2 km de la sortie no 18 de l'autoroute A21, aussi appelé rocade minière, reliant l'A26 au niveau de Bully-les-Mines à l'A2 au niveau de Douchy-les-Mines.

#### Transport ferroviaire
La commune se trouve à 1 km de la gare d'Ostricourt, située sur les lignes de Paris-Nord à Lille et de Lens à Ostricourt, desservie par des trains TER Hauts-de-France.

## Toponymie

### Attestations anciennes

#### Évin
Le nom de la localité est attesté sous les formes Aivem en 1249 ; Esvin en 1418 ; Esvin-lez-Douai ; Hévin en 1714 ; Esvin-Malmaison en 1720.

#### Malmaison
Le nom de la localité est attesté sous les formes La Male Maison en 1298 ; Le Malemaison près Évin ; La Malemaison en 1504.

#### Évin-Malmaison
Le nom de la commune est attesté sous les formes Evin en 1793 ; Evin puis Évin-Malmaison depuis 1801.

## Histoire
Évin-Malmaison fut longtemps un village vivant de sa situation sur les bords de la Deûle. La découverte de charbon dans la région allait bouleverser son histoire et le faire devenir une ville minière.

### Première Guerre mondiale
Lors de la Première Guerre mondiale, la commune a subi des destructions et a  été décoré de la Croix de guerre 1914-1918, le 25 septembre 1920, distinction également attribuée à 276 autres communes du Pas-de-Calais,.

### Exploitation minière

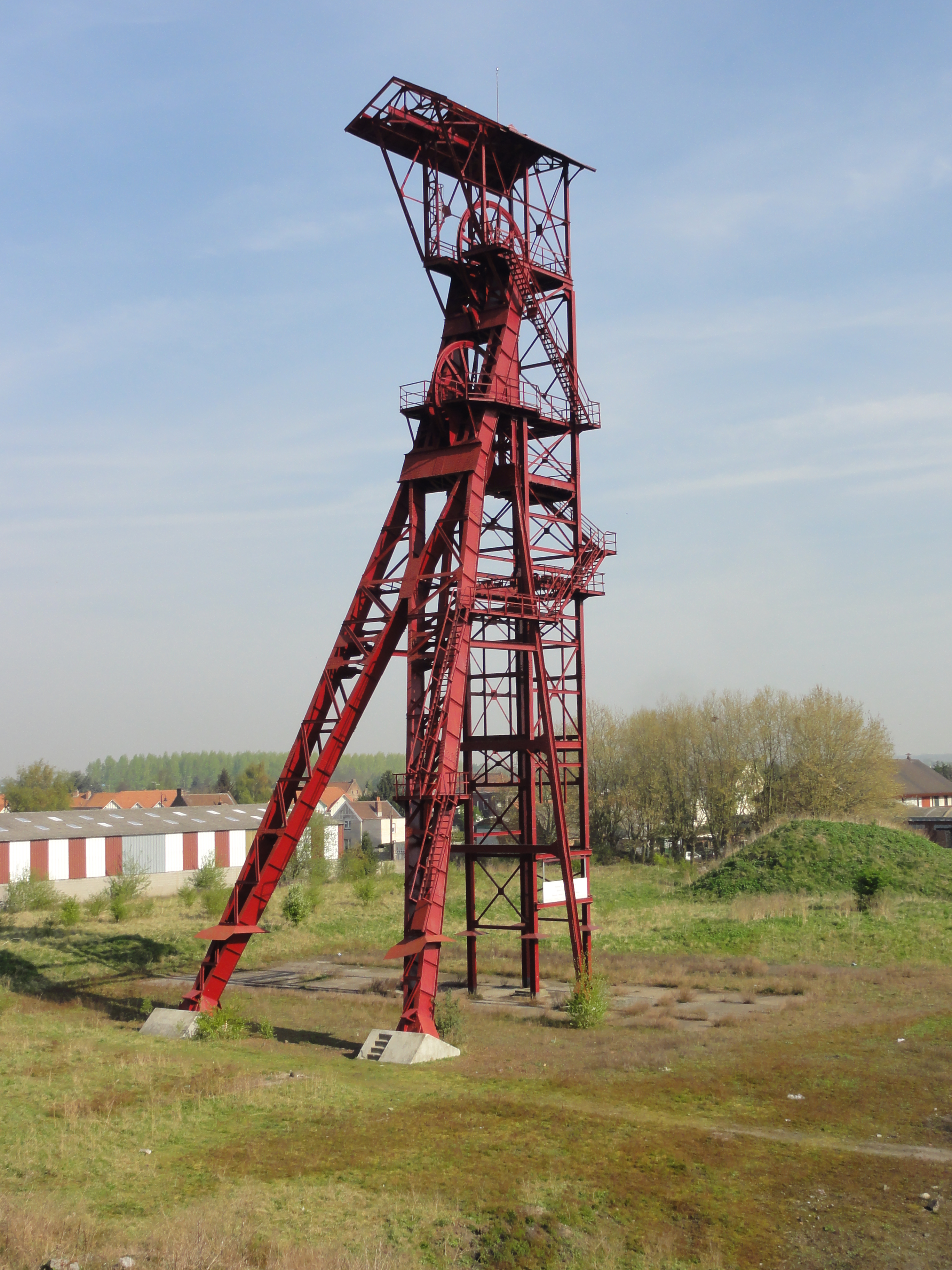
Chevalement no 8 en 2011.

Le fonçage débute en 1919 à proximité du Canal de la Deûle, pour exploiter des charbons maigres. Le 8 bis est foncé en 1923. À la nationalisation, elle est rattachée au Groupe de Oignies, contrairement aux autres fosses de la Compagnie de Dourges, afin de réunir les fosses exploitants des charbons maigres.
Elle est reliée à la fosse 7 d'Ostricourt en 1955 mais l'extraction cesse en 1961 après la mise en route du 10 de Oignies. De nouvelles cages sont mises en service pour la circulation du personnel et du matériel.
En 1968, la fosse est reliée au 9 et au 10. Un nouveau chevalement est installé sur le puits no 8. D'une hauteur de 40 m environ le chevalement no 8 d'Evin est de type avant carré porteur à deux poussards équipé de 2 molettes superposées de 6,50 m de diamètre sur 2 planchers différents. Installé en 1947 sur le puits no 3 ter d'Auchel, il en est démonté en 1963 pour être installé sur le puits no 8, aux côtés du chevalement no 8 bis, ainsi que la machine d'extraction d'une puissance de 1800 chevaux (poulie Koepe). Le bâtiment du 8 bis est démonté. Un important sas en béton pour le retour d'air sera construit à la place.
La fosse 8 cesse son service de descente du personnel et du matériel en 1973, mais est maintenue pour l'aérage du siège 10 de Oignies jusqu'en 1991. Les deux puits sont remblayés en mai 1991. Le chevalet no 8 bis est abattu le 27 novembre 1991. Les 18 hectares du carreau de fosse sont vendus par la commune à un particulier qui entreprend de nombreuses démolitions en 1997, la salle des machines du puits no 8, le bâtiment d'extraction, la machine d'extraction du 8 bis restée en place jusque-là, et les fondations des machines. Le site souffre du manque d'entretien et est laissé à l'abandon. En 2001, le propriétaire décide de démolir complètement les bâtiments, ainsi que le chevalement no 8. L'Association du 8 d'Evin mène un long combat en vue de sa conservation, qui aboutit en 2003 par l'annonce officielle de sa remise en état avec le concours de la communauté d'agglomération Hénin-Carvin et de l'établissement public foncier, mais, en 2019, n'est pas mis en valeur.

## Politique et administration

### Découpage territorial
La commune se trouve depuis 1962 dans l'arrondissement de Lens du département du Pas-de-Calais, auparavant, depuis 1801, elle se trouvait dans l'arrondissement de Béthune.

#### Commune et intercommunalités
La commune est membre de la communauté d'agglomération Hénin-Carvin créée en 2001, et qui succédait au district d'Hénin-Carvin créé en 1969. Cette communauté d'agglomération Hénin-Carvin regroupe 14 communes et totalise 126 840 habitants en 2021.

#### Circonscriptions administratives
La commune faisait partie de 1801 à 1962 du canton de Carvin, année où elle intègre le canton de Leforest. Dans le cadre du redécoupage cantonal de 2014 en France, la ville est rattachée au canton d'Hénin-Beaumont-2, qui n'est plus qu'une circonscription électorale.

#### Circonscriptions électorales
Pour l'élection des députés, la commune fait partie depuis 2012 de la onzième circonscription du Pas-de-Calais.

### Élections municipales et communautaires

#### Liste des maires
| Période                                  | Période                       | Identité              | Étiquette   | Qualité                                                                                          |
| ---------------------------------------- | ----------------------------- | --------------------- | ----------- | ------------------------------------------------------------------------------------------------ |
| Les données manquantes sont à compléter. |                               |                       |             |                                                                                                  |
| Maire en 1958                            |                               | Henri Méresse         | SFIO        |                                                                                                  |
| ca. 1971                                 |                               | Constant Cordier      |             |                                                                                                  |
| mars 1977                                | mars 1989                     | Augustin Dutilleul    | PS          | Retraité de l'Éducation nationale                                                                |
| mars 1989                                | mars 2001                     | Adolphe Vandenbossche |             |                                                                                                  |
| mars 2001                                | mars 2014                     | Bernard Staszewski    | PCF         | Fonctionnaire, maire honoraire Vice-président de la CA Hénin-Carvin                              |
| mars 2014                                | septembre 2015                | Daniel Goczkowski     | PS          | Directeur d'école Décédé en fonction                                                             |
| septembre 2015                           | En cours (au 19 février 2022) | Valérie Petit         | DVG (ex-PS) | Aide-comptable, Vice-présidente de la CA Hénin-Carvin (2017 → ) Réélué pour le mandat 2020-2026, |

## Équipements et services publics

### Enseignement
La commune est située dans l'académie de Lille et dépend, pour les vacances scolaires, de la zone B.
La commune administre l'école maternelle Françoise Dolto et deux écoles élémentaires, l'école élémentaire Léon Blum et l'école élémentaire « Méresse - Ségard ».

### Justice, sécurité, secours et défense
La commune dépend du tribunal de proximité de Lens, du conseil de prud'hommes de Lens, du tribunal judiciaire de Béthune, de la cour d'appel de Douai, du tribunal de commerce d'Arras, du tribunal administratif de Lille, de la cour administrative d'appel de Douai, du pôle nationalité du tribunal judiciaire de Béthune et du tribunal pour enfants de Béthune.

## Population et société

### Démographie
Les habitants de la commune sont appelés les Évinois.

#### Évolution démographique
L'évolution du nombre d'habitants est connue à travers les recensements de la population effectués dans la commune depuis 1793. Pour les communes de moins de 10 000 habitants, une enquête de recensement portant sur toute la population est réalisée tous les cinq ans, les populations de référence des années intermédiaires étant quant à elles estimées par interpolation ou extrapolation. Pour la commune, le premier recensement exhaustif entrant dans le cadre du nouveau dispositif a été réalisé en 2005.

En 2022, la commune comptait 4 657 habitants, en évolution de +1,68 % par rapport à 2016 (Pas-de-Calais : −0,72 %, France hors Mayotte : +2,11 %).
| 1793 | 1800 | 1806 | 1821 | 1831 | 1836 | 1841 | 1846 | 1851 |
| ---- | ---- | ---- | ---- | ---- | ---- | ---- | ---- | ---- |
| 708  | 713  | 780  | 797  | 857  | 884  | 875  | 913  | 900  |

| 1856 | 1861 | 1866 | 1872 | 1876 | 1881 | 1886  | 1891  | 1896  |
| ---- | ---- | ---- | ---- | ---- | ---- | ----- | ----- | ----- |
| 859  | 934  | 943  | 967  | 968  | 996  | 1 055 | 1 119 | 1 145 |

| 1901  | 1906  | 1911  | 1921  | 1926  | 1931  | 1936  | 1946  | 1954  |
| ----- | ----- | ----- | ----- | ----- | ----- | ----- | ----- | ----- |
| 1 237 | 1 287 | 1 347 | 1 234 | 2 355 | 3 809 | 3 446 | 3 419 | 3 683 |

| 1962  | 1968  | 1975  | 1982  | 1990  | 1999  | 2005  | 2006  | 2010  |
| ----- | ----- | ----- | ----- | ----- | ----- | ----- | ----- | ----- |
| 4 022 | 4 437 | 4 388 | 4 121 | 4 934 | 4 731 | 4 531 | 4 510 | 4 544 |

| 2015  | 2020  | 2022  | - | - | - | - | - | - |
| ----- | ----- | ----- | - | - | - | - | - | - |
| 4 594 | 4 662 | 4 657 | - | - | - | - | - | - |

#### Pyramide des âges
La population de la commune est relativement jeune.
En 2018, le taux de personnes d'un âge inférieur à 30 ans s'élève à 38,5 %, soit au-dessus de la moyenne départementale (36,7 %). À l'inverse, le taux de personnes d'âge supérieur à 60 ans est de 23,1 % la même année, alors qu'il est de 24,9 % au niveau départemental.
En 2018, la commune comptait 2 183 hommes pour 2 405 femmes, soit un taux de 52,42 % de femmes, légèrement supérieur au taux départemental (51,5 %).
Les pyramides des âges de la commune et du département s'établissent comme suit.
| Hommes | Classe d’âge | Femmes |
| ------ | ------------ | ------ |
| 0,3    | 90 ou +      | 1,2    |
| 5,1    | 75-89 ans    | 6,9    |
| 15,5   | 60-74 ans    | 16,9   |
| 18,8   | 45-59 ans    | 17,4   |
| 20,6   | 30-44 ans    | 20,0   |
| 18,6   | 15-29 ans    | 16,2   |
| 21,0   | 0-14 ans     | 21,4   |

| Hommes | Classe d’âge | Femmes |
| ------ | ------------ | ------ |
| 0,5    | 90 ou +      | 1,6    |
| 5,6    | 75-89 ans    | 8,9    |
| 16,7   | 60-74 ans    | 18,1   |
| 20,2   | 45-59 ans    | 19,2   |
| 18,9   | 30-44 ans    | 18,1   |
| 18,2   | 15-29 ans    | 16,2   |
| 19,9   | 0-14 ans     | 17,9   |

## Culture locale et patrimoine

### Lieux et monuments

#### Patrimoine mondial
Depuis le 30 juin 2012, la valeur universelle et historique du bassin minier du Nord-Pas-de-Calais est reconnue et inscrite sur la liste du patrimoine mondial de l’UNESCO. Parmi les 353 sites, répartis sur 109 lieux inclus dans le périmètre du bassin minier, le site no 43 d'Évin-Malmaison est constitué du chevalement du puits no 8 de la fosse no 8 - 8 bis des mines de Dourges et de la cité-jardin Cornuault,. Cette dernière, classée prioritaire, compte 1 542 habitants en 2020.

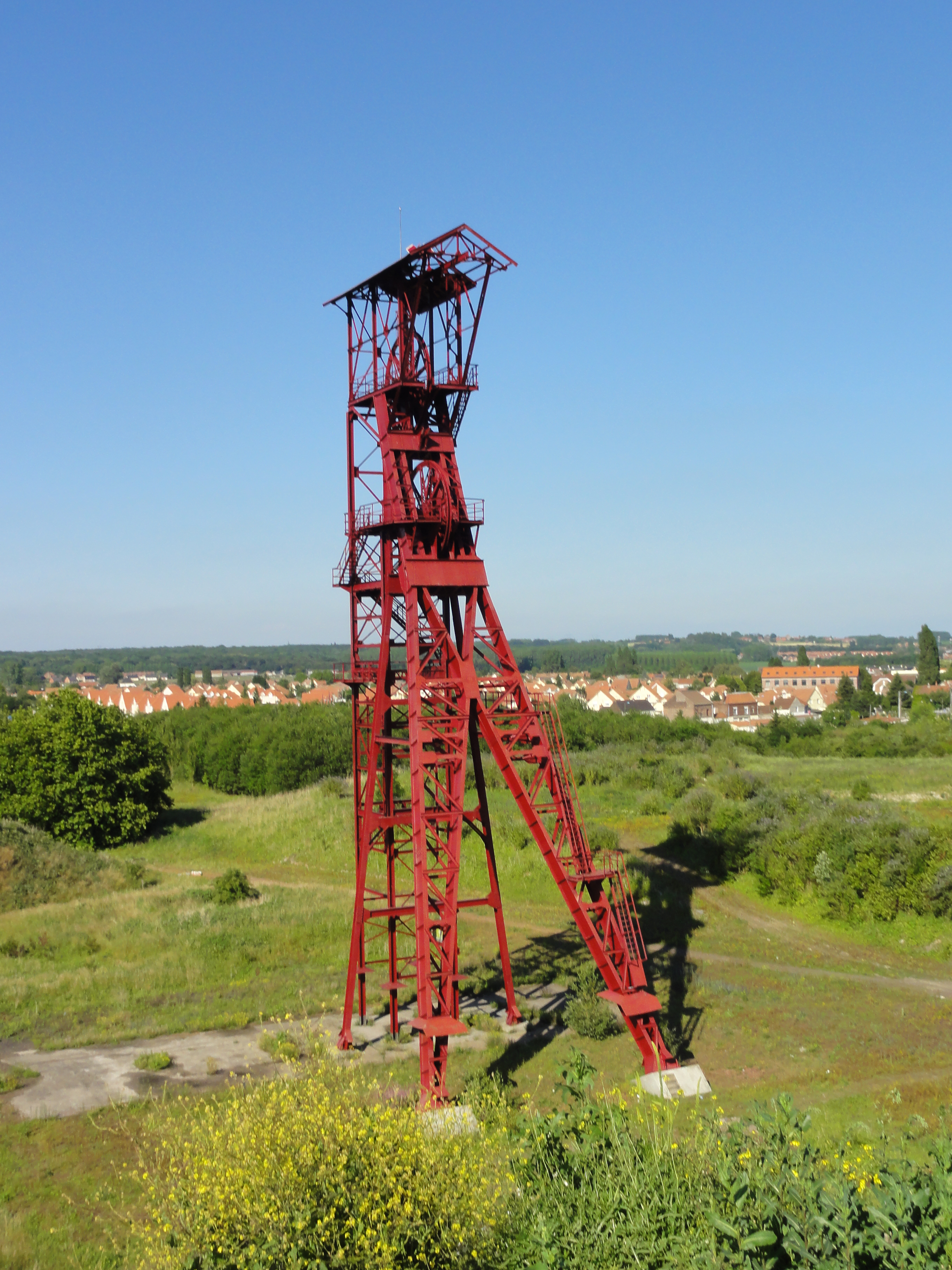
Le chevalement du puits no 8.
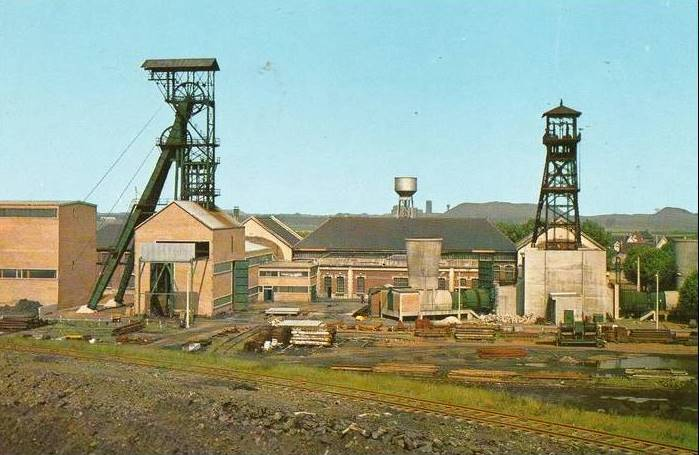
La fosse n° 8.
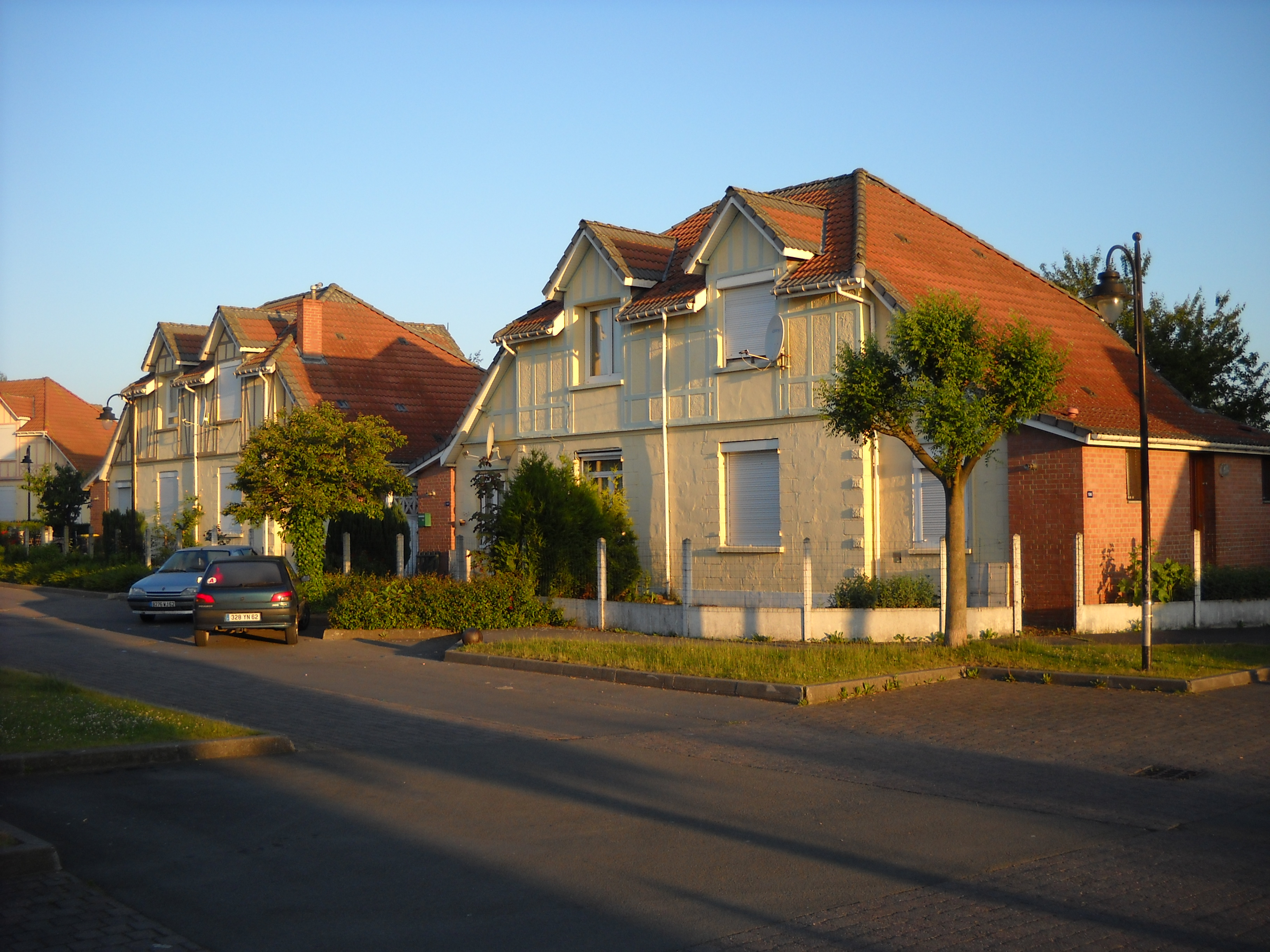
La cité-jardin.
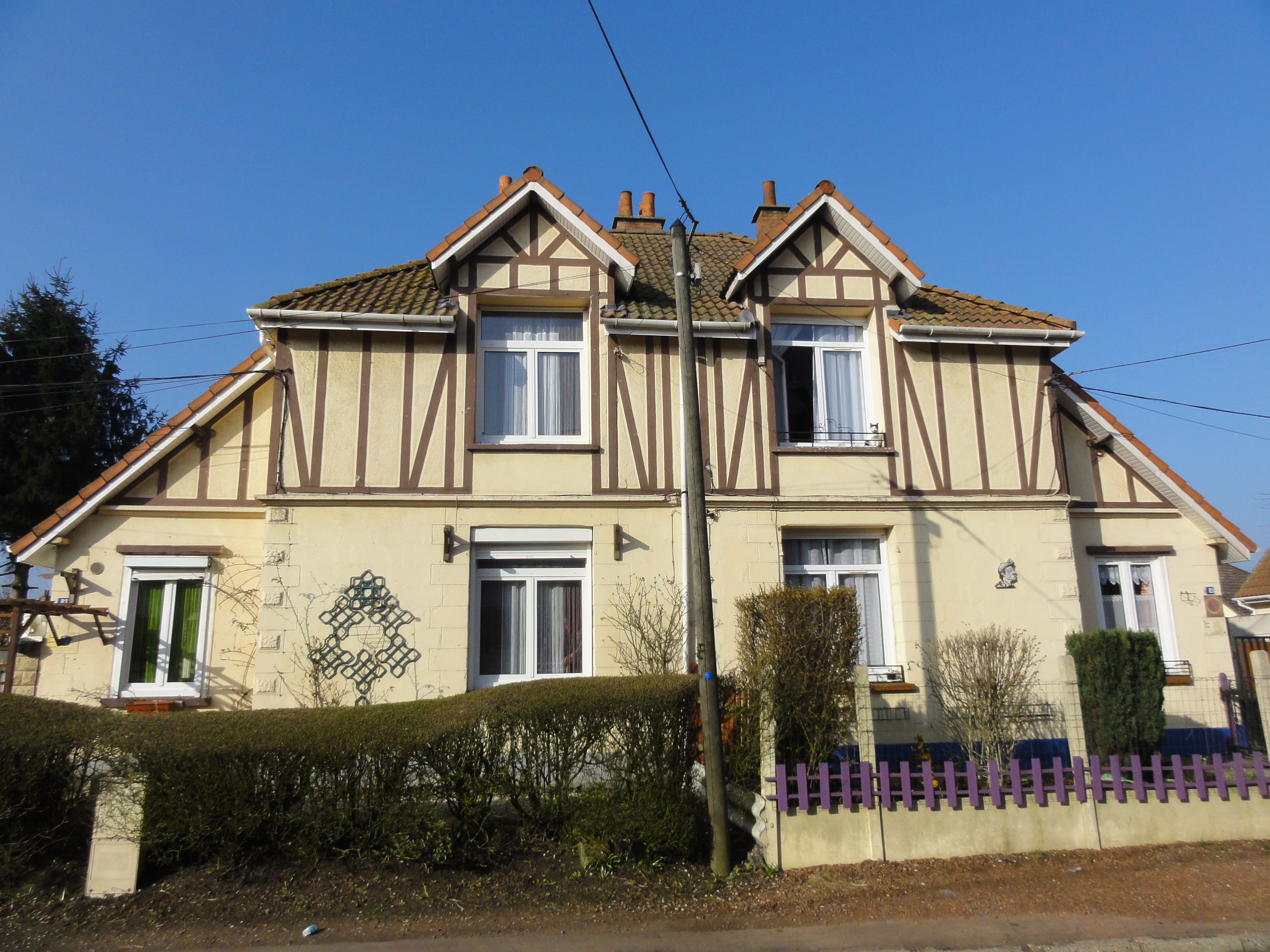
La cité-jardin.
- La cité-jardin.

#### Monument historique
Le chevalement de la fosse no 8 de Dourges dite Cornuault, situé terroir d'en-haut, fait l’objet d’une inscription au titre des monuments historiques depuis le 25 novembre 2009.

#### Autres lieux et monuments
- Le prieuré d'Évin-Malmaison, il dépendait de l'abbaye Saint-Sauveur d'Anchin pour la période de 1658 à 1681[52].
- Le monument aux morts[53].
- L'église Saint-Vaast. Elle héberge 10 éléments patrimoniaux, répertoriés dans la base Palissy, classés ou inscrits au titre d'objet des monuments historiques, dont un est classé[54].

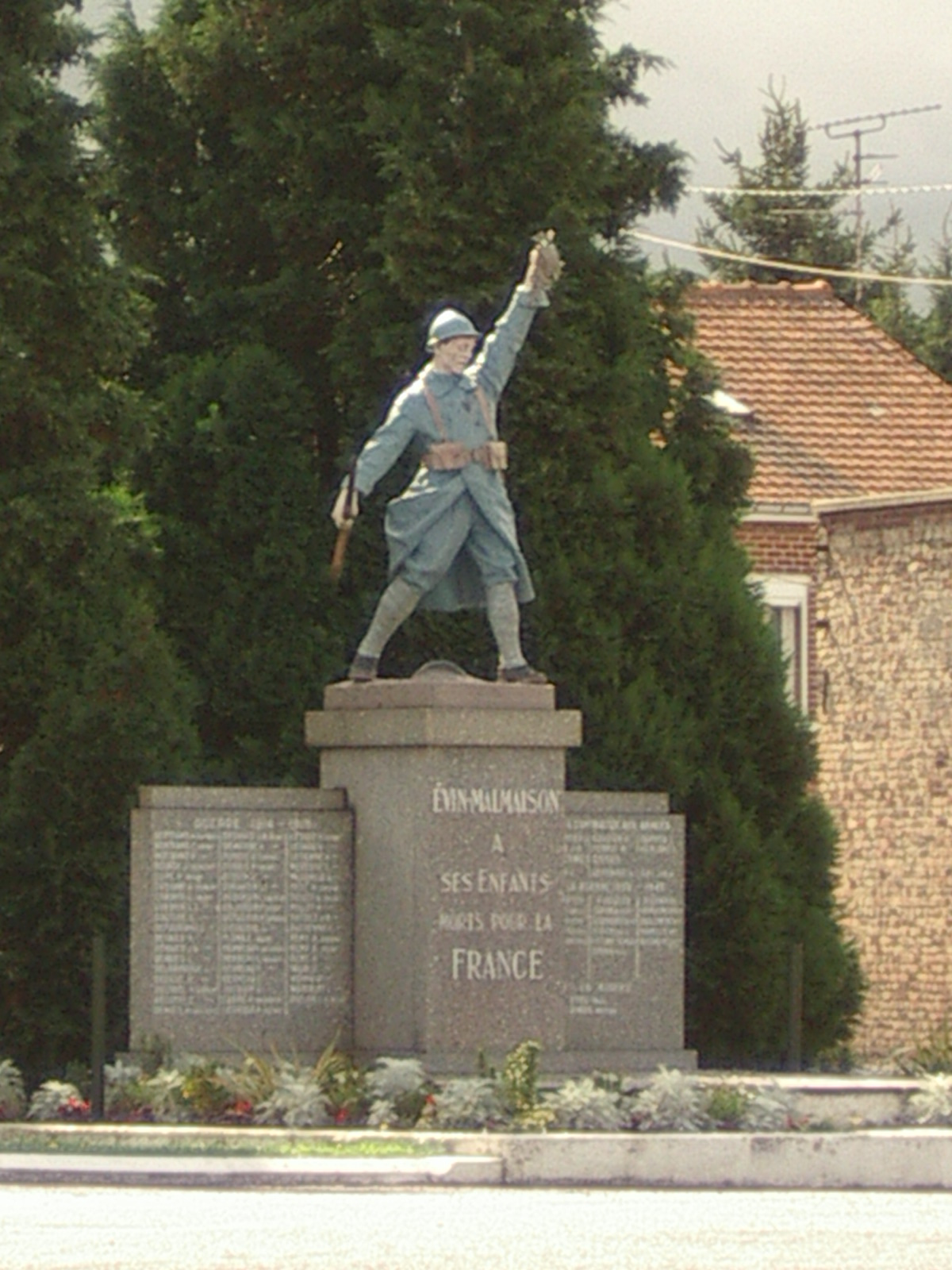
Le monument aux morts.
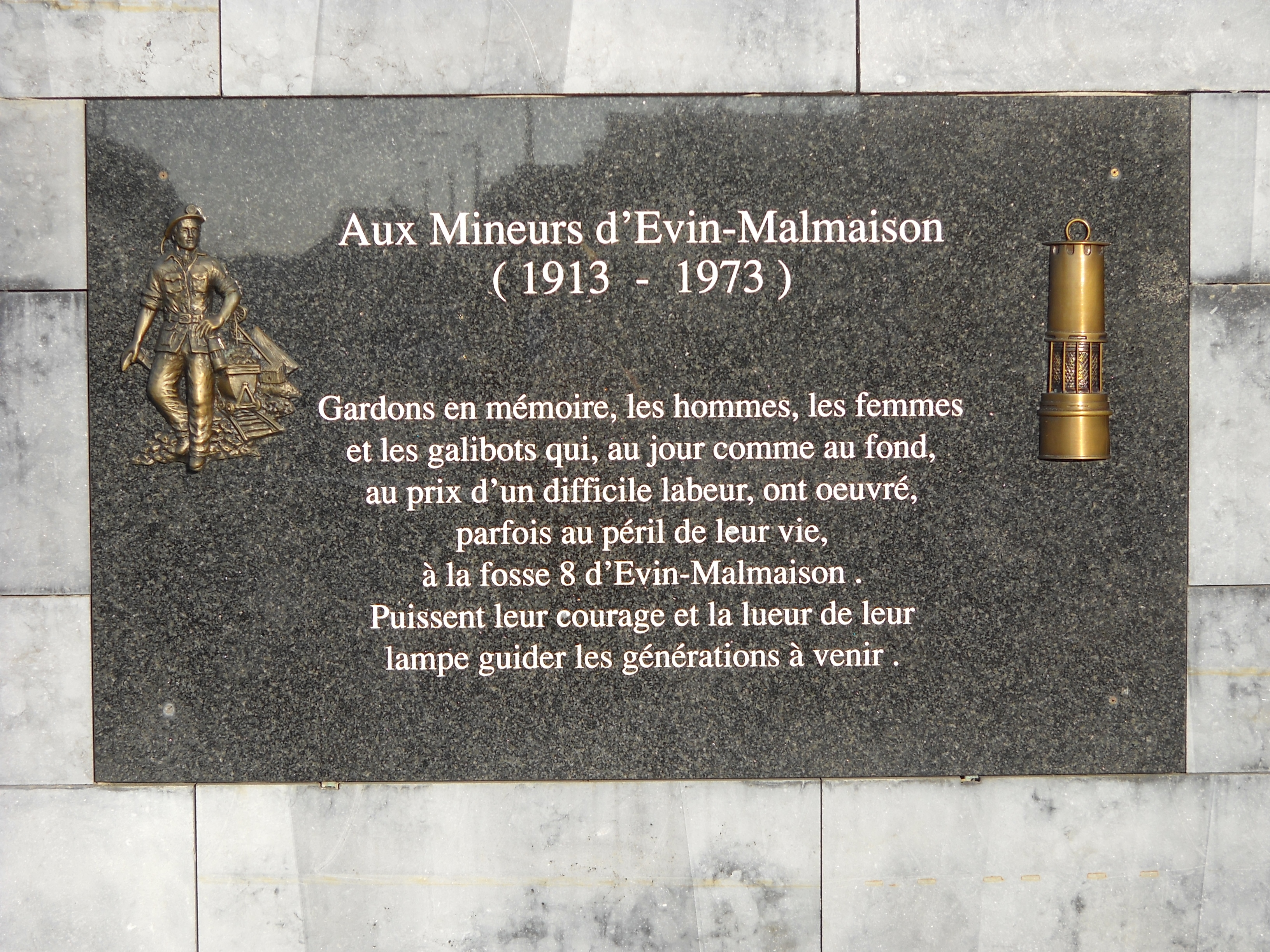
La plaque à la mémoire des mineurs.
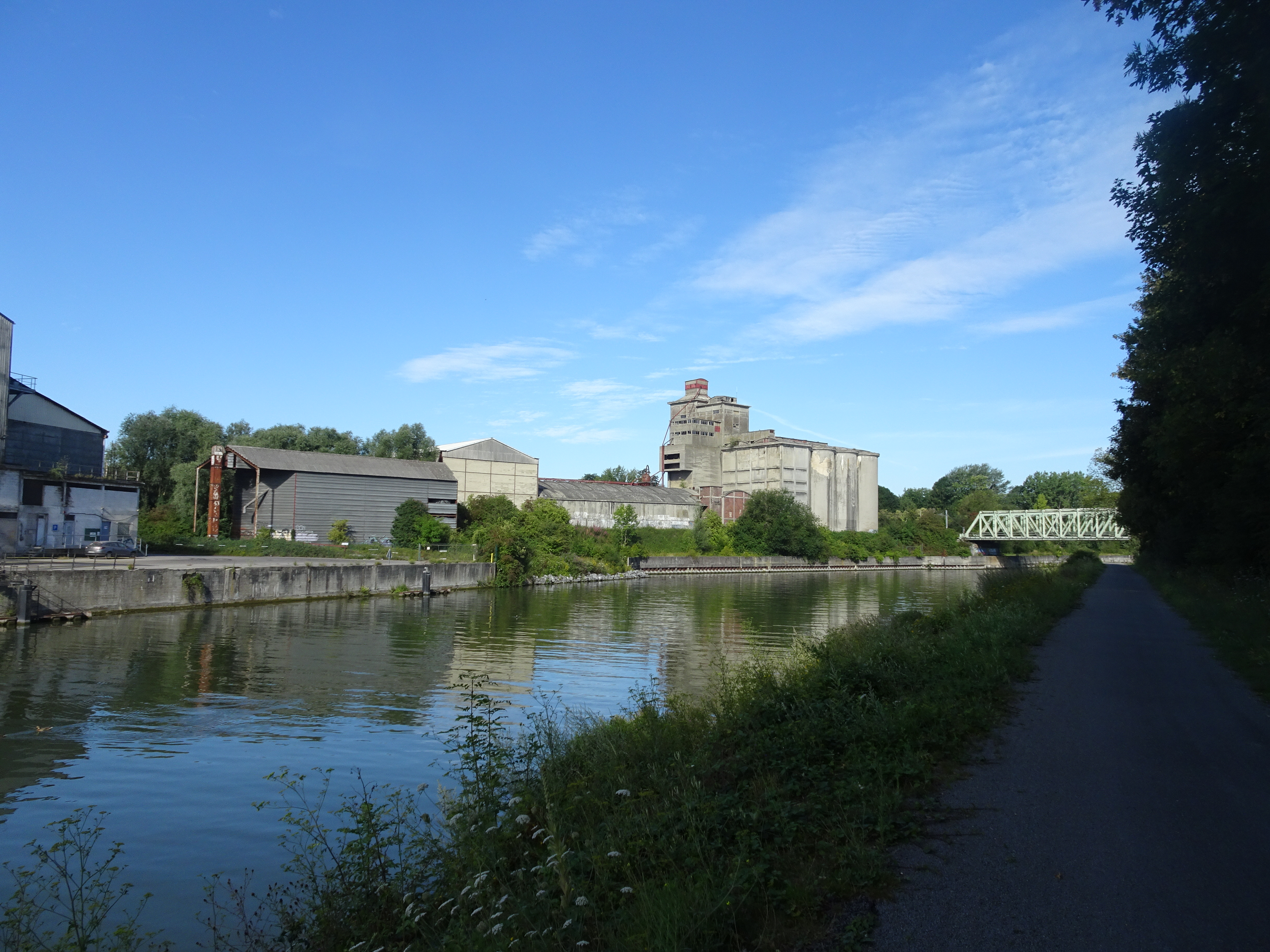
Le canal de la Deûle.
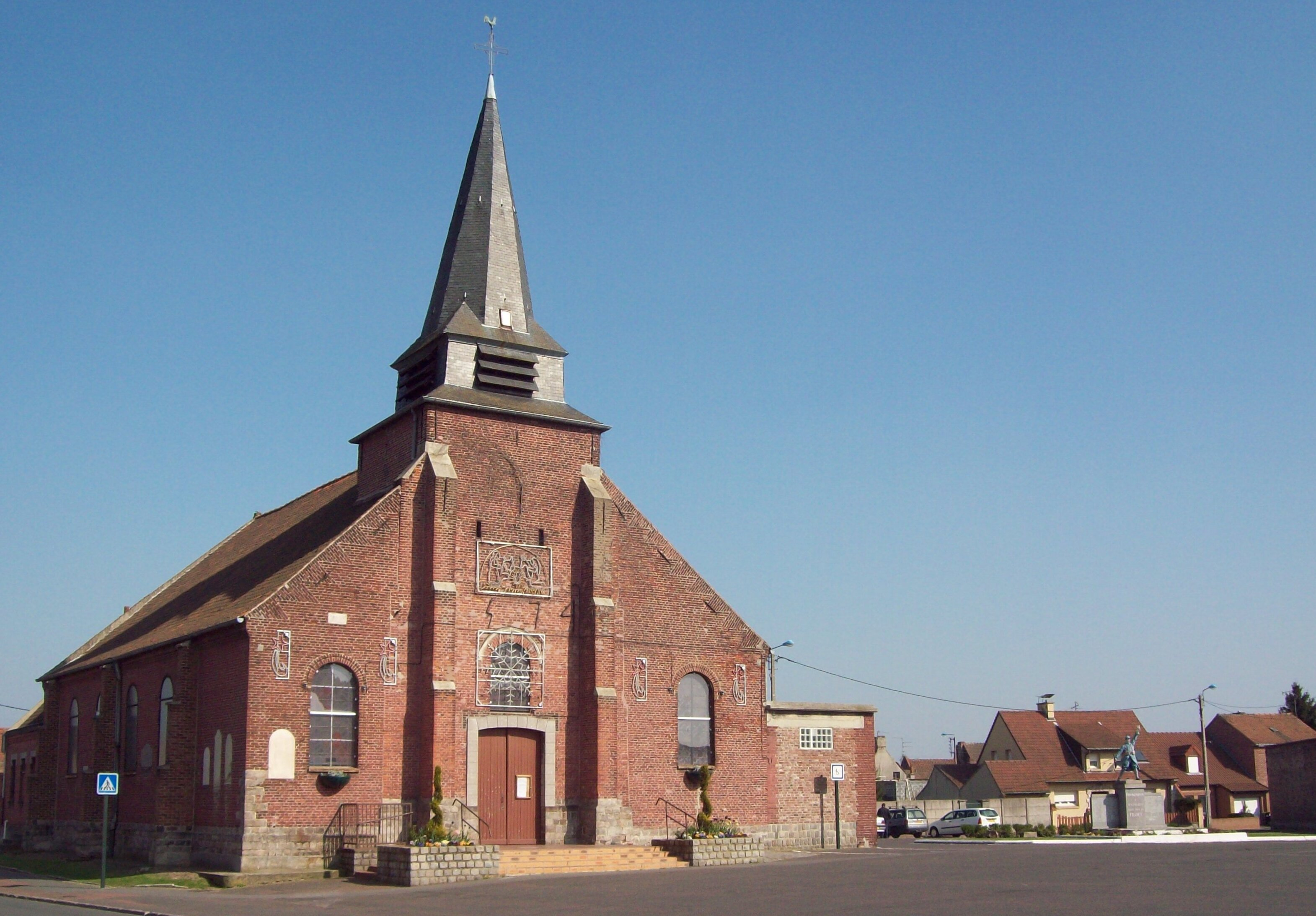
L'église Saint-Vaast.

### Personnalités liées à la commune
- Amand-Joseph Fava (1826-1899), évêque, né dans la commune.
- Joseph Piatek (1931-1999), footballeur, né dans la commune.
- Mohamed Zaoui (1960-), boxeur algérien, médaillé de bronze aux Jeux olympiques de 1984 à Los Angeles. Il habite la commune dès l'âge de cinq mois.

### Héraldique
| Blason de Évin-Malmaison | Blason  | D'azur semé de fleurs de lis d'or, au cerf passant d'argent brochant, à la champagne ondée d'argent chargée d'une lampe de mineur de gueules. Ornements extérieursCroix de guerre 1914-1918 |
| Blason de Évin-Malmaison | Détails | Le cerf et les lis viennent du blason de l'abbaye d'Anchin, la lampe de mineur évoque la fosse d'Évin. Adopté par la municipalité.                                                          |

## Pour approfondir